# Viviennea indefecta
Viviennea indefecta är en fjärilsart som beskrevs av Jorgensen 1932. Viviennea indefecta ingår i släktet Viviennea och familjen björnspinnare. Inga underarter finns listade i Catalogue of Life.